# Конвенция ООН о договорах международной купли-продажи товаров
Конвенция ООН о договорах международной купли-продажи товаров (Венская конвенция 1980 года, CISG) — многостороннее международное соглашение, имеющее целью унификацию правил международной торговли.
Венская конвенция 1980 года призвана заменить две Гаагские конвенции 1964 г. о Единообразных законах в международной купле-продаже товаров.

## История
Конвенция была принята в апреле 1980 г. в Вене, Австрия, на Конференции Организации Объединённых наций по договорам международной купли-продажи товаров.
В Конференции в Вене приняли участие представители 62 государств: Австралии, Австрии, Аргентины, Белорусской Советской Социалистической Республики, Бельгии, Бирмы, Болгарии, Боливии, Бразилии, Венгрии, Ганы, Германской Демократической Республики, Федеративной Республики Германии, Греции, Дании, Египта, Заира, Израиля, Индии, Ирака, Ирана, Ирландии, Испании, Италии, Канады, Кении, Кипра, Китая, Колумбии, Корейской Республики, Коста-Рики, Ливийской Арабской Джамахирии, Люксембурга, Мексики, Нигерии, Нидерландов, Норвегии, Пакистана, Панамы, Перу, Польши, Португалии, Румынии, Сингапура, Соединённого Королевства Великобритании и Северной Ирландии, Соединённых Штатов Америки, Союза Советских Социалистических Республик, Таиланда, Туниса, Турции, Украинской Советской Социалистической Республики, Уругвая, Филиппин, Финляндии, Франции, Чехословакии, Чили, Швейцарии, Швеции, Эквадора, Югославии, Японии. Венесуэла направила на Конференцию наблюдателя.
Конференция приняла Заключительный акт (документ ООН A/CONF.97/18), приложением к которому и является текст Венской конвенции 1980 года. Венская конвенция вступила в силу с 1 января 1988 года.

## Страны-участницы Конвенции ООН о договорах международной купли-продажи товаров
На 2020 г. Конвенцию подписали (присоединились) 93 государств:
- Албания
- Армения
- Аргентина
- Австралия
- Австрия
- Беларусь
- Бельгия
- Босния и Герцеговина
- Болгария
- Бурунди
- Канада
- Чили
- Китай
- Колумбия
- Хорватия
- Куба
- Кипр
- Чехия
- Дания
- Эквадор
- Египет
- Сальвадор
- Эстония
- Финляндия
- Франция
- Габон
- Грузия
- Германия
- Греция
- Гвинея
- Гондурас
- Венгрия
- Исландия
- Ирак
- Израиль
- Италия
- Япония
- Республика Корея
- Кыргызстан
- Латвия
- Лесото
- Либерия
- Литва
- Люксембург
- Мавритания
- Мексика
- Молдова
- Монголия
- Черногория
- Нидерланды
- Новая Зеландия
- Норвегия
- Парагвай
- Перу
- Польша
- Румыния
- Россия
- Сент-Винсент и Гренадины
- Сербия
- Сингапур
- Словакия
- Словения
- Испания
- Швеция
- Швейцария
- Сирия
- Северная Македония
- Турция[2]
- Уганда
- Украина
- США
- Уругвай
- Узбекистан
- Замбия

## Основные положения Конвенции
Венская конвенция состоит из четырёх частей:
- Часть I. Сфера применения и общие положения;
- Часть II. Заключение договора;
- Часть III. Купля-продажа товаров;
- Часть IV. Заключительные положения.

Внутри частей текст Конвенции разбит на главы, разделы и статьи. Всего текст Конвенции содержит 101 статью.
Применение Конвенции ограничивается договорами между сторонами, коммерческие предприятия которых находятся на территории договаривающихся государств, или случаями, когда применимым является право одного из договаривающихся государств. Ст. 1 Конвенции гласит:
```
Настоящая Конвенция применяется к договорам купли-продажи товаров между сторонами,
коммерческие предприятия которых находятся в разных государствах:
а) когда эти государства являются Договаривающимися  государствами; или
б) когда, согласно нормам 
международного частного права
, применимо право
Договаривающегося государства
```

Важным положением Конвенции является то, что она предоставляет договаривающимся сторонам (продавцу и покупателю) право исключить её действие, отступить от любого её положения или изменить его действие.
Часть II регламентирует вопросы заключения договора, определяет понятия оферты и акцепта.
Часть III разделена на следующие главы:
1. Общие положения.
2. Обязательства продавца.
3. Обязательства покупателя.
4. Переход риска.
5. Положения общие для обязательств продавца и покупателя.

Вопросы, прямо не решенные в Конвенции, подлежат разрешению в соответствии с общими принципами, на которых она основана, а при отсутствии в ней таких принципов — в соответствии с правом, применяемым в силу коллизионной нормы.